# Trachylepis gravenhorstii
Trachylepis gravenhorstii es una especie de escincomorfos de la familia Scincidae.

## Distribución geográfica
Es endémica de Madagascar.